# Hydrocanthus rubiginosus
Hydrocanthus rubiginosus is een keversoort uit de familie diksprietwaterkevers (Noteridae). De wetenschappelijke naam van de soort werd in 1942 gepubliceerd door Félix Guignot.